# Tadao Kobajaši
Tadao Kobajaši (7. červenec 1930 - ) je bývalý japonský fotbalista.

## Reprezentace
Tadao Kobajaši odehrál 3 reprezentační utkání. S japonskou reprezentací se zúčastnil letních olympijských her 1956.

## Statistiky
| Japonsko | Japonsko | Japonsko |
| Roky     | Záp.     | Góly     |
| -------- | -------- | -------- |
| 1956     | 3        | 0        |
| Celkem   | 3        | 0        |